# Avahi unicolor
Avahi unicolor là một loài động vật có vú trong họ Indridae, bộ Linh trưởng. Loài này được Thalmann & Geissmann mô tả năm 2000.

## Hình ảnh

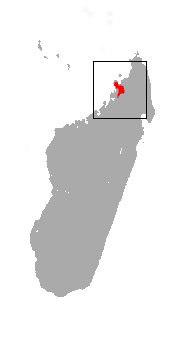